# El Hatillo (município)

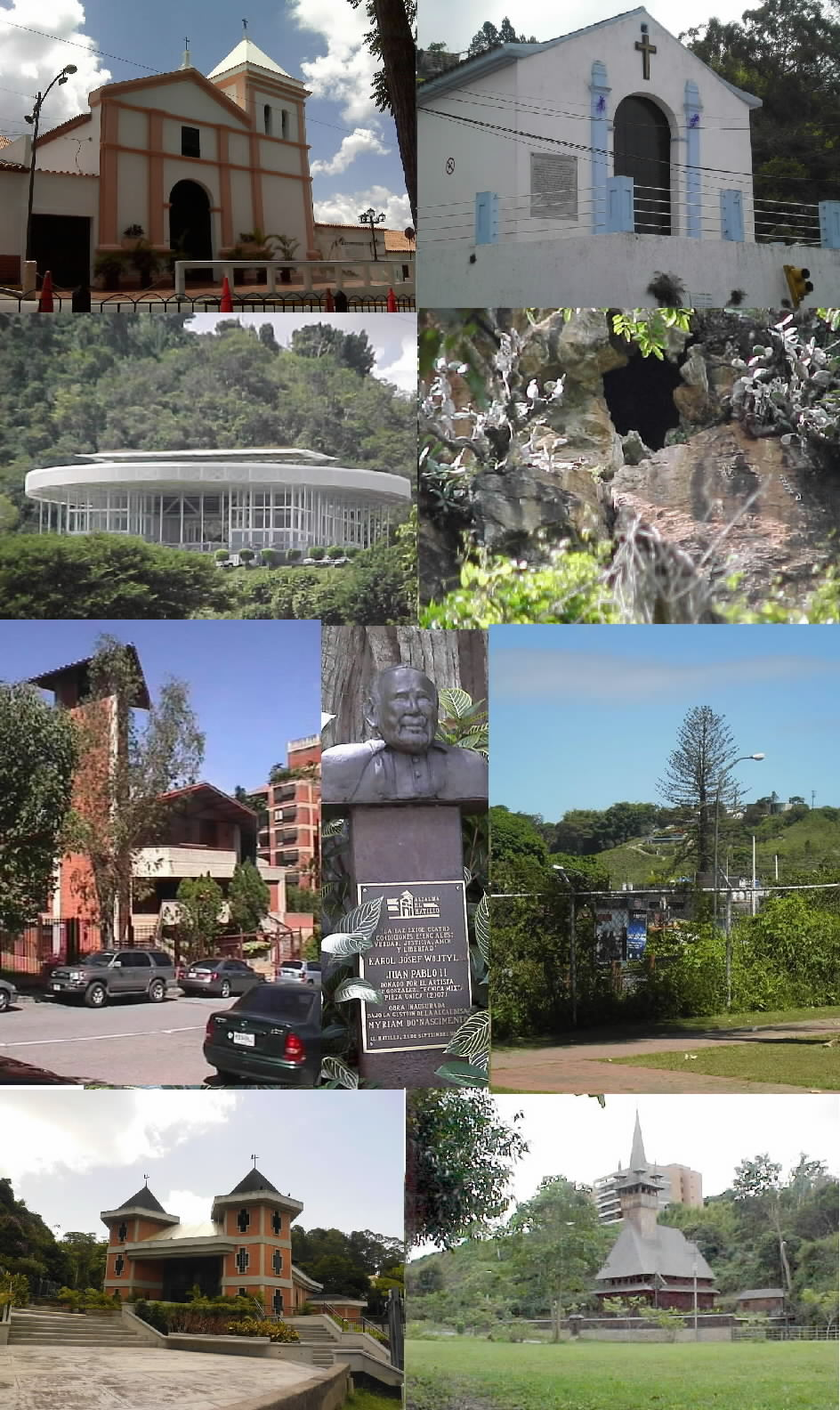
El Hatillo

El Hatillo é um município da Venezuela localizado no estado de Miranda.
A capital do município é a cidade de El Hatillo.